# Nemomydas fumosus
Nemomydas fumosus is een vliegensoort uit de familie Mydidae. De wetenschappelijke naam van de soort is, geplaatst in het geslacht Nemomydas, voor het eerst geldig gepubliceerd in 1950 door Hardy.
De soort komt voor in de Verenigde Staten.